# Liste der Rektoren der Universität für Musik und darstellende Kunst Wien
Die Liste der Rektoren der Universität für Musik und darstellende Kunst Wien listet alle Direktoren und Rektoren der Universität für Musik und darstellende Kunst Wien ab der Gründung im Jahr 1817 als Conservatorium der Gesellschaft der Musikfreunde auf.
Mit 1. Jänner 1909 wurde das Konservatorium in eine Akademie umgewandelt, verstaatlicht und unter die Leitung eines Präsidenten gestellt. Für künstlerische Belange wurde ihm ein Rektor zur Seite gestellt. Bis 1938 wurden mehrfach Reorganisationsversuche der Doppelleitung vorgenommen.

## Conservatorium derGesellschaft der Musikfreunde(1817 bis 1909)
| Bild | Name                        | von  | bis  | Anmerkung |
| ---- | --------------------------- | ---- | ---- | --------- |
|      | Raphael Georg Kiesewetter   | 1817 | 1825 |           |
|      | Vinzenz Hauschka            | 1825 | 1832 |           |
|      | Eduard von Lannoy           | 1833 | 1834 |           |
|      | Joseph Chimani              | 1835 | 1836 |           |
|      | Friedrich Klemm (1795–1854) | 1837 | 1842 |           |
|      | Joseph Sellner              | 1838 |      |           |
|      | Gottfried von Preyer        | 1844 | 1849 |           |
|      | Joseph Hellmesberger senior | 1851 | 1893 |           |
|      | Johann Nepomuk Fuchs        | 1893 | 1899 |           |
|      | Richard von Perger          | 1899 | 1907 |           |

## k.k. Akademie für Musik und darstellende Kunst (1909 bis 1919)
| Bild | Name                        | von  | bis  | Anmerkung |
| ---- | --------------------------- | ---- | ---- | --------- |
|      | Karl von Wiener (1863–1945) | 1909 | 1919 | Präsident |
|      | Wilhelm Bopp (1863–1931)    | 1909 | 1919 | Rektor    |

## Staatsakademie für Musik und darstellende Kunst (1919 bis 1938)
| Bild | Name                    | von  | bis  | Anmerkung                                                         |
| ---- | ----------------------- | ---- | ---- | ----------------------------------------------------------------- |
|      | Karl Kobald (1876–1957) | 1919 |      | interimistischer Leiter                                           |
|      | Ferdinand Löwe          | 1919 | 1922 |                                                                   |
|      | Joseph Marx             | 1922 | 1927 |                                                                   |
|      | Franz Schmidt           | 1925 | 1931 | 1925–1927 Direktor 1927–1930 Rektor 1930–1931 Direktor und Rektor |
|      | Max Springer            | 1927 | 1930 | Direktor                                                          |
|      | Karl von Wiener         | 1931 | 1932 | Regierungskommissär                                               |
|      | Karl Kobald             | 1933 | 1938 | Präsident                                                         |

## Akademie/Reichshochschule für Musik (1938 bis 1945)
| Bild | Name         | von       | bis         | Anmerkung              |
| ---- | ------------ | --------- | ----------- | ---------------------- |
|      | Alfred Orel  | März 1938 | August 1938 | kommissarischer Leiter |
|      | Franz Schütz | 1938      | 1945        |                        |

## Akademie für Musik und darstellende Kunst (1945 bis 1970)
| Bild | Name                    | von      | bis           | Anmerkung              |
| ---- | ----------------------- | -------- | ------------- | ---------------------- |
|      | Hermann Gallos          | Mai 1945 | 10. Juni 1945 | kommissarischer Leiter |
|      | Karl Kobald (1876–1957) | 1945     | 1946          |                        |
|      | Hans Sittner            | 1946     | 1970          | Direktor/Präsident     |

## Hochschule für Musik und darstellende Kunst (1970 bis 1998)
| Bild | Name                     | von  | bis  | Anmerkung |
| ---- | ------------------------ | ---- | ---- | --------- |
|      | Georg Pirckmayer         | 1970 | 1977 |           |
|      | Helmut Schwarz           | 1977 | 1984 |           |
|      | Gottfried Scholz         | 1984 | 1988 |           |
|      | Helmut Schwarz           | 1988 | 1992 |           |
|      | Michael Frischenschlager | 1992 | 1996 |           |
|      | Erwin Ortner             | 1996 | 2002 |           |

## Universität für Musik und darstellende Kunst (seit 1998)
| Bild | Name              | von       | bis  | Anmerkung |
| ---- | ----------------- | --------- | ---- | --------- |
|      | Erwin Ortner      | 1996      | 2002 |           |
|      | Werner Hasitschka | 2002      | 2015 |           |
|      | Ulrike Sych       | seit 2015 |      |           |